# Alimentation en eau du canal d'Orléans

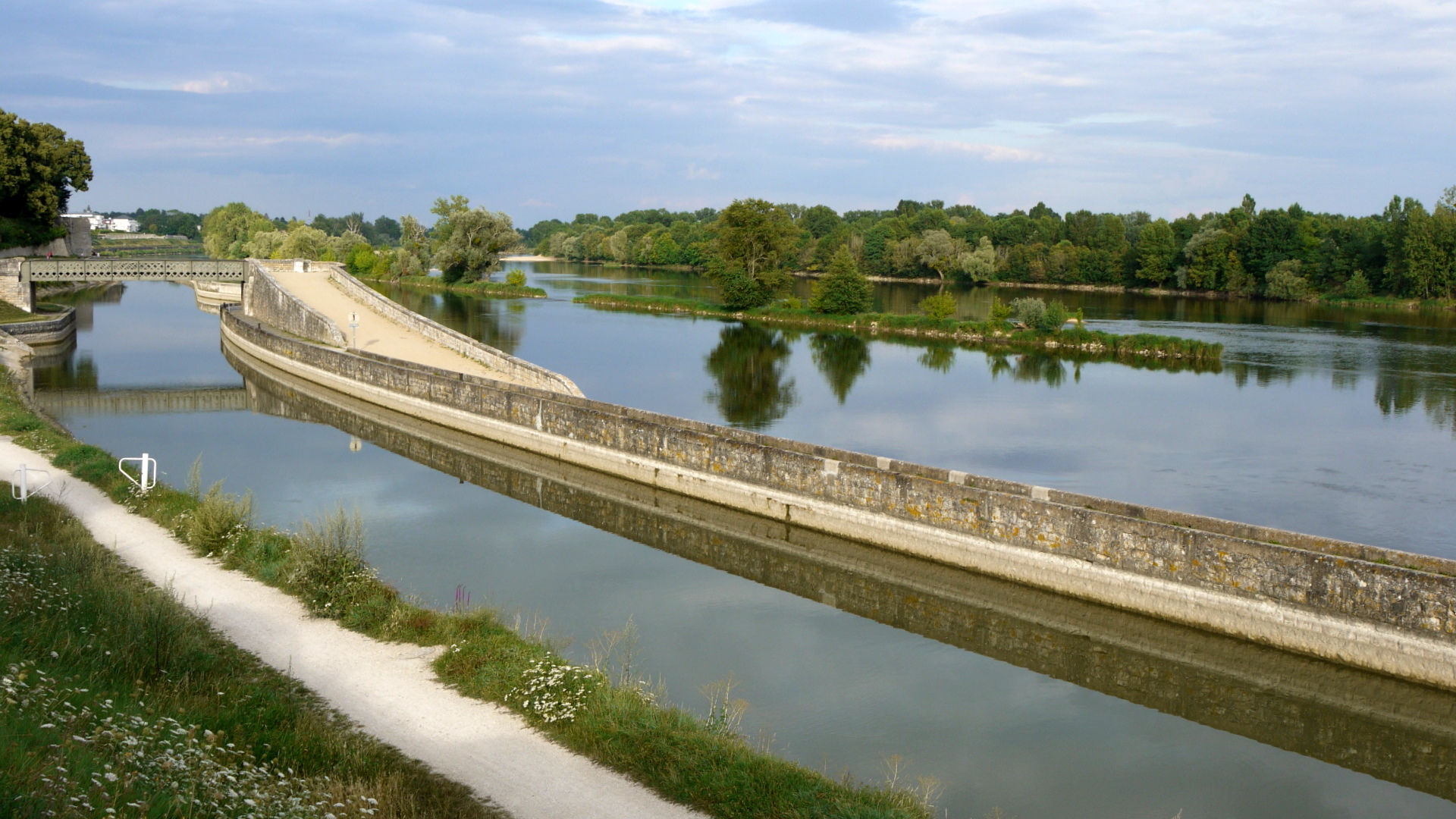
Le canal d'Orléans longeant la Loire à Saint-Jean-de-Braye

Cette page présente le système d'alimentation en eau du canal d’Orléans, un cours d'eau artificiel situé entre les communes d'Orléans et de Châlette-sur-Loing dans le département français du Loiret.
Le canal d'Orléans comprend un réseau d’étangs et de rigoles situés en amont et certains cours d’eau qui l’alimentent directement ou dont le lit a été emprunté pour le creuser.
Le canal a en fait toujours connu des problèmes d’alimentation en eau, dus pour partie à la variabilité des apports, mais aussi à d’importantes pertes et, contrairement à ce que pensaient les constructeurs, aussi à une insuffisante réserve de capacité.
Le projet de rouvrir à la navigation de plaisance le canal conduit à trouver des solutions palliatives pour combler le manque en eau. Les études menées entre 2004 et 2010 montrent que le réseau actuel est suffisant pour une ouverture partielle à court terme en 2012, en acceptant l’assèchement du bief de partage, mais que des solutions complémentaires devront être trouvées pour une ouverture complète à la navigation à moyen terme (2020).

## Situation avant réhabilitation
Le canal d’Orléans est alimenté en eau par des étangs et rigoles situés en amont et par certains cours d’eau qui l’alimentent directement ou dont le lit a été emprunté pour creuser le canal. Celui-ci a en fait toujours connu des problèmes d’alimentation en eau, dus pour partie à la variabilité des apports, mais aussi à d’importantes pertes et, contrairement à ce que pensaient les constructeurs, aussi à une insuffisante réserve de capacité. Le tout est aggravé par un rapport précipitations/évapotranspiration de 0,50 sur le canal d’Orléans contre 0,60 dans les régions naturelles du Gâtinais et de la Puisaye.
Vingt réserves ont été renforcées ou créées. Les onze réservoirs principaux, constitués d’étangs naturels, recelaient une capacité de 3 334 000 m3,. Il s'agit de ceux de Torcy, du Gué-Lévêque, de l'Étang des Bois, du Gué des Cens (qui se jettent tous trois dans la rigole de Courpalet,) et de la Noue-Mazonne au sud de la voie d'eau. Ceux du Crot aux Sablons, de Grand Étang, de Brin d'Amour, des Liesses, de la Vallée et de Morches recueillaient les eaux de la région nord, destinées avant tout à soutenir le versant Loire.
Dans l’étude stratégique diligentée par le conseil général du Loiret en 2004, la capacité mobilisable des étangs est évaluée. Elle a ensuite été précisée dans le cadre d’une étude hydraulique réalisée entre 2008 et 2010. Si la capacité totale des étangs était dans le passé de l’ordre de 4 300 000 m3, les contraintes environnementales imposent aujourd’hui un marnage sur chaque étang beaucoup plus faible. Le tableau suivant indique pour chacun des étangs le marnage maximal à respecter pour assurer un remplissage hivernal dans une année aux caractéristiques similaires à 1992 et pour les étangs de la Vallée et des Bois assurer les usages estivaux. Le volume total mobilisable ressort ainsi à 275 000 m3. L’année 1992 correspond à une période de retour de sècheresse de 10 ans. En répétant cet exercice sur une année plus proche de la quinquennal sèche (2005-2006) et sur 2009, l’étude 2010 retient comme volume mobilisable au droit des étangs 380 000 m3.
Le lit des cours d'eau du Cens, de l’Oussance et de la Bézonde ont par ailleurs été utilisés sur 8 000 mètres environ et apportent ainsi au canal leur débit. Le Limetin et le Huillard viennent en outre se jeter dans les biefs de la Folie et de Buges. Enfin doit être cité le Joudry qui, à partir du lieu-dit de Grignon à Vieilles-Maisons-sur-Joudry, avait à lui seul ou presque, alimenté à l'origine le canal de Mahieu. Enfin des rigoles viennent alimenter les étangs. La plus longue est la rigole de Courpalet qui s’étend sur 31,8 km alors que la distance à vol d’oiseau entre Torcy à Montereau, son origine, et le point où elle se jette dans le canal est à seulement 12 km.

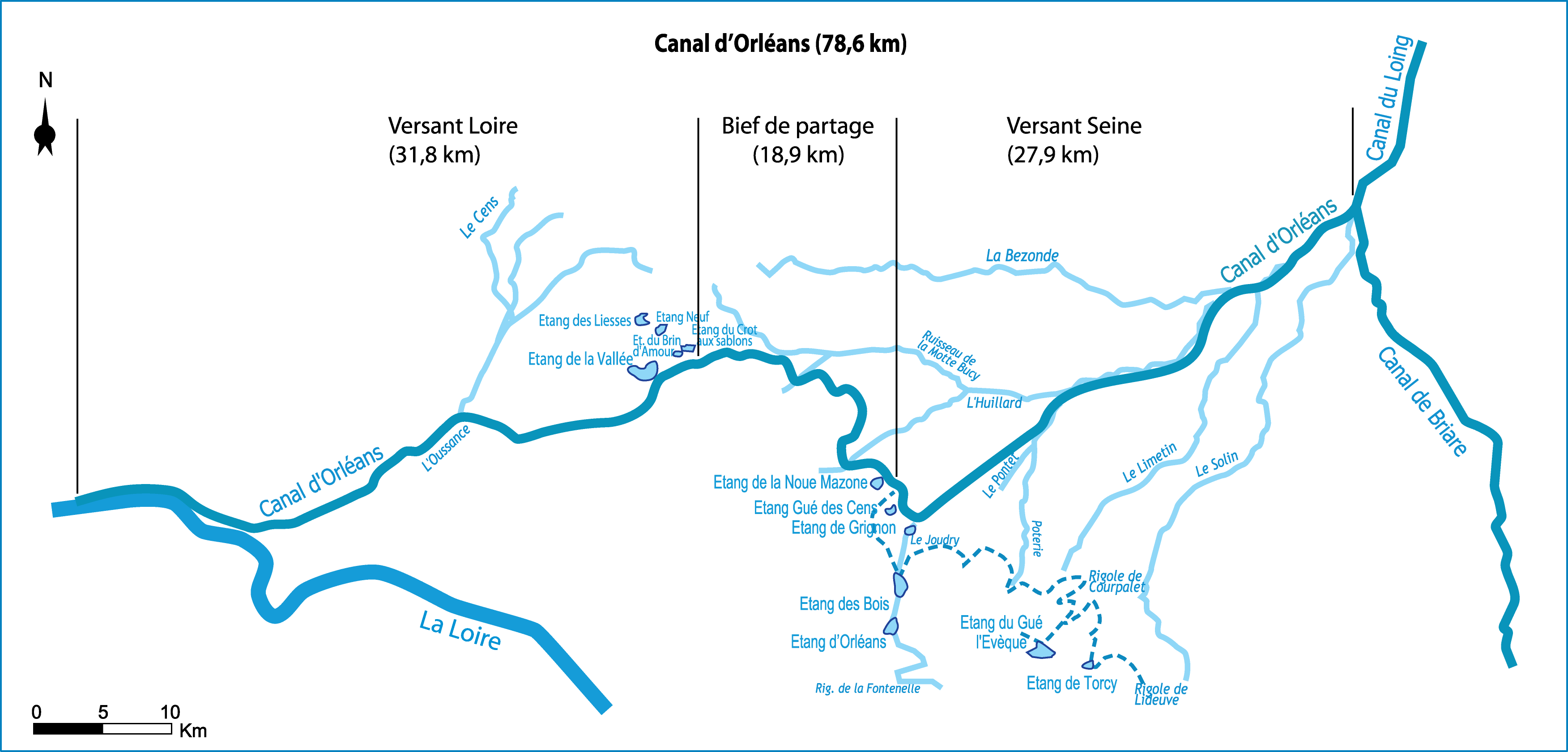
Plan général de l'alimentation en eau (étangs, rigoles, rivières)

Les débits de ces rivières sont très variables selon les saisons. Ainsi celui de la Bézonde se situe aux environs de 1,5 m3/s avec 0,30 m3/s en septembre et 3 m3/s en janvier, soit un rapport de un à dix. Celui du Cens, quant à lui, parait se situer entre 1 et 1,2 m3/s, mais avec un débit d'étiage certainement très faible.

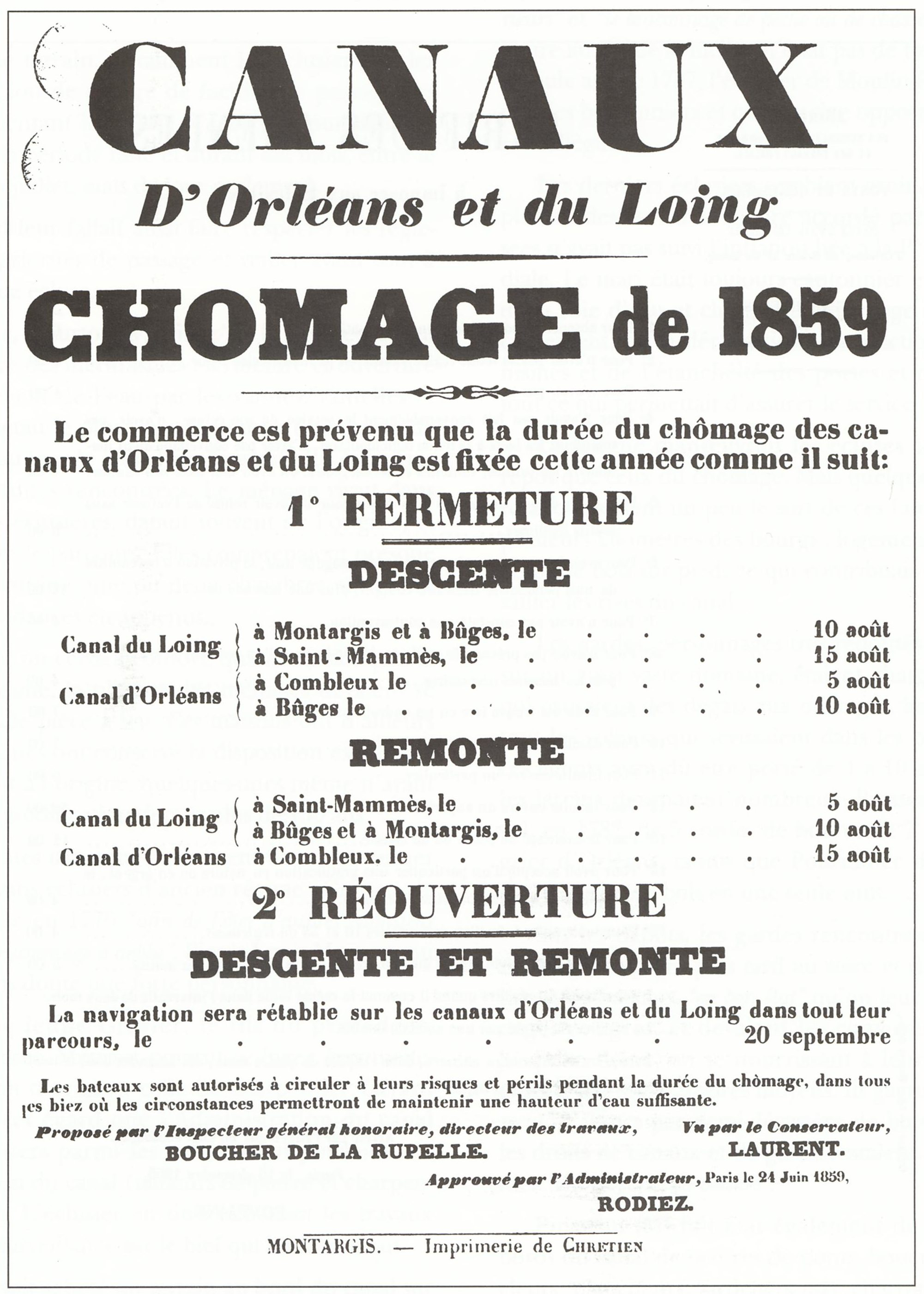
Avis de chômage du canal d'Orléans de 1859, courant du 5 août au 20 septembre, en raison du manque d'eau.

Par ailleurs le canal est affecté depuis sa création de pertes chroniques dues aux couches de terrain dans lesquelles a été creusé le canal. Le versant Seine établi pour la plus grande partie de son cours dans des alluvions modernes ne semble pas avoir posé trop de problèmes. Mais quelques inondations dans la basse vallée de la Bézonde y ont été parfois catastrophiques. Le bief de partage quant à lui est creusé dans des marnes et sables qui retiennent assez bien l'eau, mais pour respecter la cote 124 qui est la sienne sur les 19,2 km de son parcours, on a dû réaliser quelques passages en remblais et les suintements n'y sont pas rares. Mais, c'est entre Chécy et Combleux que les pertes ont toujours été les plus importantes.
L'usine électrique de Fay-aux-Loges, avait été construite pour pallier ce déficit d'eau. Elle fournissait de l'électricité aux stations de pompage qui permettaient de réalimenter le bief de partage. Elle est aujourd'hui désaffectée et partiellement inscrite à l'inventaire des monuments historiques depuis le 4 mars 1999.

### Renforcement de l’alimentation en eau du canal
Le projet de réhabilitation du canal décidé en 2004 comprend deux objectifs : offrir la possibilité de randonnées douces sur les chemins de halage du canal et ouvrir le canal à la navigation de plaisance. Pour atteindre cet objectif, il doit y avoir suffisamment d'eau dans les écluses et les biefs pour permettre une circulation normale de bief en bief. Devant le déficit en eau constaté dans le passé, un renforcement de l'alimentation en eau sera nécessaire.

## Besoins en eau
Si on considère qu’une sassée (volume nécessaire pour monter le niveau du sas d’une écluse entre le niveau du bief aval et celui du bief amont) est de l’ordre de 700 m3, 830 sassées sont aujourd’hui possibles sur une année avec le volume d’eau mobilisable, soit 415 sur chaque versant. En considérant une navigation sur une période de quatre mois allant de la mi-mai à la  mi-septembre, trois éclusées sur chaque versant sont possibles par jour. Un calcul plus fin montre en fait que 146 sassées sont possibles sur tout le mois d’août, soient 73 par versant. L’alimentation en eau du bief de partage ne permet ainsi pas plus de deux sassées par jour sur chaque versant. Ceci ne permet pas, sans aménagement, une navigation commerciale normale.

### Scénario à moyen terme
La ressource est égale à la somme des apports diminuée des pertes. Les apports en eau sont constitués des débits naturels des bassins versants, des volumes mobilisables sur les étangs et des pluies directes sur les étangs et les biefs. Les pertes sont la somme des volumes perdus par évaporation sur les étangs et sur les biefs et des fuites.
L’étude hydraulique de 2008 a affiné l’étude stratégique de 2004 et envisage un premier scénario à moyen terme (2020) de 1 000 bateaux par an, soit 200 bateaux par mois en période estivale. Pour ce scénario, les apports sont sur la période de juin à septembre de 120 000 m3 en pluies, de 380 000 m3 en provenance des étangs et de 73 000 de la rigole de Courpalet. Les pertes sont quant à elles de 840 000 m3 pour les sassées, de 413 000 m3 en évaporation de biefs et de 302 000 en fuites. Le bilan hydrologique est ainsi négatif et un apport de 982 000 m3 est nécessaire.
Pour un scénario à moyen terme de 500 bateaux par an, le volume nécessaire ne serait plus que de 480 000 m3.
Ainsi, sans aménagement, il n’est pas possible d’envisager une remise à la navigation du canal d'Orléans à moyen terme.

### Scénario à court terme
Pour un scénario à court terme (2012) correspondant à une hypothèse de 300 bateaux par an, l’étude hydraulique montre que le système est équilibré sans alimentation complémentaire, si tout au moins on admet un assèchement du bief de partage, les eaux de celui-ci venant compenser le bilan déficitaire des besoins en eau.

## Solutions d'alimentation du canal en eau

### Curage des biefs
Le curage des biefs, prévu afin d'augmenter le tirant d'eau du canal et permettre la navigation, implique de façon implicite une augmentation du volume d'eau non négligeable. Le volume total à curer à moyen terme est ainsi de l’ordre de 137 000 m3 se répartissant en 46 700 m3 sur le versant Loire, 83 600 m3 sur le bief de partage et 6 100 m3 sur le versant Seine.

### Solutions de stockage et de bassins d'épargne
Les stockages sur le bassin versant du bief de partage peuvent être de six types : un stockage par élargissement du bief lui-même, une augmentation des surfaces des plans d’eau existants, un stockage de type « Noue Mazone » (stockage des ruissèlements du bassin versant propre) avec une digue et avec ou sans rigole, un stockage le long de la rigole de Courpalet, un stockage au nord du bief de partage avec pompage en été vers le canal, un stockage adossé au bief de partage alimenté gravitairement en hiver par le bief de partage et alimentant le bief par pompage en été.
Un  stockage sur le versant Seine peut être envisagé avec des volumes mobilisables qui pourraient atteindre les 100 000 m3.
Un stockage sur le versant Loire est quant à lui difficilement réalisable. Il existe déjà un volume mobilisable d’importance en l’étang de Morches, mais le réseau est déjà fortement pourvu d’étangs privés ce qui limite les possibilités.

### Pompage en Loire et de bief à bief

Schéma de principe du pompage en Loire puis remontée de bief en bief

Le pompage en Loire consiste à prélever à Orléans le volume nécessaire à l’alimentation en eau du canal et remonter cette eau soit directement au bief de partage soit de bief à bief. C'est cette solution qui avait été retenue en 1910 pour réalimenter le canal. Une prise d’eau en Loire à Combleux et douze stations de pompage de bief aval à bief amont permettaient l’alimentation du bief de partage. Le surplus d’eau arrivant au bief de partage était pompé vers l’étang de la Vallée.
Ce pompage peut s’envisager selon deux orientations : un pompage en hiver ou au printemps permettant de remplir des bassins de stockage créés à cette fin à proximité du bief de partage ou un pompage en été en fonction des besoins.
Il n’existe pas de difficultés techniques au pompage en Loire. En cas de prélèvements en été et d’après le bilan hydrologique, en prenant pour hypothèse un volume mobilisable de 275 000 m3 sur les étangs (années sèches), le débit maximal à pomper est compris entre 450 et 650 m3/h.
L’installation de stations de pompage donne également la possibilité de pomper l'équivalent de la sassée et la restituer au bief pourvoyeur, sans aller pomper en Loire.

### Prélèvements en nappe

Schéma de principe du pompage dans la nappe phréatique

Les prélèvements en nappe d'eau souterraine ne posent à priori pas de problème technique majeur. Ces pompages seraient situés à proximité du bief de partage. Ils auraient l’avantage de fournir une eau de meilleure qualité que celle produite par stockage des eaux superficielles ou issue de prélèvement en Loire.
Les contraintes liées à la préservation de la nappe captive de la forêt d'Orléans et les dispositions prises par la profession agricole pour économiser l’eau rendent toutefois cette solution difficile à mettre en œuvre.

### Économies d’eau
L’étanchement des ouvrages présents sur le canal est la première solution évidente d’économie d’eau envisageable. Le remplacement des portes pour les rendre manœuvrables contribuera grandement à l'étanchéité.
L’étanchement des biefs du canal est la deuxième solution, toutefois les problèmes de fuites au travers de la digue ou du fond sont plus difficiles à détecter. Seul un cas a été mis en évidence lors de la visite du bief de Pont-aux-Moines, il existe cependant une forte présomption de perte à partir de l’écluse du Gué Girault, le canal étant en relation presque directe avec les calcaires du Gâtinais. En cas de fuite avérée et en fonction du débit perdu, des dispositions d’étanchement de types membranes ou rideaux de palplanches pourraient être justifiées.
La réduction des sections d'écluses permettrait d’économiser un volume à chaque sassée, mais cette solution ne paraît cependant pas justifiée pour des raisons évidentes de coûts.
La création d’un bassin d’épargne au droit de l’écluse de Combreux permettrait de gagner 200 m3 par sassée. Le principe est d’envoyer par gravité la tranche supérieure de la sassée vers un réservoir attenant au sas puis de récupérer cette eau pour remplir par gravité le tiers inférieur du sas. Cette manœuvre augmente le temps de remplissage et de vidange du sas.
L’étanchement des parties en remblai de la rigole de Courpalet est enfin envisageable. Le problème de la rigole est toutefois compliqué par l’existence de prélèvements dont il est très difficile de mesurer l’ampleur.

## Choix des solutions de renforcement de la capacité en eau
Le département, maître d’ouvrage, aura à choisir parmi les différentes solutions envisageables. L’étude hydraulique conduite entre 2008 et 2010 constate qu’à court terme la navigation est admissible sans apport si on admet un assèchement du bief de partage. Elle propose pour le moyen terme soit une orientation « stockage » soit une orientation combinant stockage et pompage.

### À court terme
L’année 2009 a montré que le bilan était juste équilibré en année quinquennale sèche et pour une navigation de 300 bateaux par an. Le volume stocké dans le bief de partage (200 000 m3 environ) vient équilibrer les sassées sur la période allant de juillet à octobre.
Cette solution conduit à l’assèchement du bief de partage en fin de saison ce qui comporte des inconvénients : nuisances pour la pêche, impacts paysagers. Concernant les impacts sur la stabilité des berges, la faible vitesse de descente du plan d’eau devrait les limiter (un mètre en trois mois). S’il n’est pas envisageable de mobiliser les eaux du bief de partage, une autre solution proposée par l’étude hydraulique consiste à procéder à un pompage en Loire. Cette solution beaucoup plus rapide à mettre en œuvre que celle de type stockage orienterait alors le scénario à moyen terme vers la solution mixte combinant stockage et pompage.

### À moyen terme
Parmi les solutions de stockage, la création de nouvelles retenues totalisant environ 300 000 m3 à proximité de la rigole de Courpalet et de la retenue existante du Gué-des-Cens offre un réel intérêt. Le site localisé à proximité de l’écluse de Combreux a quant à lui l’intérêt d’être proche du canal et de permettre l’alimentation du haut du versant Loire dont les biefs sont affectés de pertes en eau importantes.
Les possibilités d’agrandissement d’étangs existants sont plus limitées et des incertitudes subsistent : capacité de remplissage à l'inter-saison de l’étang d’Orléans, gestion de la nouvelle ressource entre les besoins du canal et ceux liés à l’activité touristique de l’étang des Bois, pertes d’eau dans le transfert de l’étang de Gué-l’Évêque vers le canal.
Dans un schéma combinant stockage et pompage en Loire, ce dernier avoisinerait 200 à 300 m3/h. Des stations reprendraient les eaux de bief à bief jusqu’au bief de partage. Elles donneraient également la possibilité de pomper l'équivalent de la sassée et de la restituer au bief dont elle est issue. Enfin, une solution de bassin d’épargne à Combreux, c’est-à-dire la réalisation d’un stockage permettant d’économiser le tiers d’une sassée à chaque passage, viendrait compléter le dispositif.

## Pour approfondir